# Межевое (Крым)
Межево́е (до 1948 года Чуча́ Неме́цкая; укр. Межове, крымскотат. Çuça, Чуча) — село в Нижнегорском районе Республики Крым, входит в состав Зоркинского сельского поселения (согласно административно-территориальному делению Украины — Зоркинского сельского совета Автономной Республики Крым).

## Население
| 2001 | 2014 |
| ---- | ---- |
| 207  | ↘120 |

Всеукраинская перепись 2001 года показала следующее распределение по носителям языка
| Язык             | Процент |
| ---------------- | ------- |
| русский          | 47.34   |
| крымскотатарский | 40.58   |
| украинский       | 12.08   |

### Динамика численности
| - 1805 год — 86 чел. - 1889 год — 128 чел. - 1892 год — 96 чел. - 1900 год — 172 чел. - 1911 год — 250 чел. - 1915 год — 171/140 чел. | - 1926 год — 229 чел. - 1939 год — 165 чел. - 1989 год — 98 чел. - 2001 год — 207 чел. - 2009 год — 176 чел. - 2014 год — 120 чел. |

## Современное состояние
На 2017 год в Межевом улиц и переулков не числится; на 2009 год, по данным сельсовета, село занимало площадь 34,3 гектара на которой, в 43 дворах, проживало 176 человек.

## География
Межевое — село в центре района, в степном Крыму, на берегу Северо-Крымского канала, высота центра села над уровнем моря — 17 м. Соседние сёла: Линейное в 3,5 км на юг, Михайловка в 4,5 км на запад и Зоркино — в 2,5 км на север. Расстояние до райцентра — около 14 километров (по шоссе), ближайшая железнодорожная станция — Разъезд 30 км (на линии Джанкой — Феодосия) — в селе Михайловка в 4,5 км. Транспортное сообщение осуществляется по региональной автодороге 35Н-377 от шоссе «граница с Украиной — Джанкой — Феодосия — Керчь» до села Межевое (по украинской классификации — С-0-10921).

## История
Первое документальное упоминание села встречается в Камеральном Описании Крыма… 1784 года, судя по которому, в последний период Крымского ханства Геры Чоча входил в Насывский кадылык Карасъбазарскаго каймаканства. После присоединения Крыма к России (8) 19 апреля 1783 года, (8) 19 февраля 1784 года, именным указом Екатерины II сенату, на территории бывшего Крымского Ханства была образована Таврическая область и деревня была приписана к Перекопскому уезду. После Павловских реформ, с 1796 по 1802 год, входила в Перекопский уезд Новороссийской губернии. По новому административному делению, после создания 8 (20) октября 1802 года Таврической губернии, Сыртке-Чуча был включён в состав Таганашминской волости Перекопского уезда.
Согласно Ведомости о всех селениях, в Перекопском уезде состоящих с показанием в которой волости сколько числом дворов и душ… от 21 октября 1805 года, в деревне Сиртке-Чуча в 9 дворах проживало 82 крымских татарина и 4 ясыров. На военно-топографической карте генерал-майора С. А. Мухина 1817 года деревня Биюк сюша обозначена пустующей. После реформы волостного деления 1829 года Сертки Чунка, согласно «Ведомости о казённых волостях Таврической губернии 1829 года», отнесли к Башкирицкой волости (переименованной из Таганашминской). На карте 1836 года в деревне 13 дворов. Затем, видимо, в результате эмиграции крымских татар, деревня заметно опустела и на карте 1842 года Сыртке-Чуча обозначен условным знаком «малая деревня», то есть, менее 5 дворов.
В 1860-х годах, после земской реформы Александра II, деревню включили в состав Владиславской волости. Согласно «Памятной книжке Таврической губернии за 1867 год», деревня Сиртки Чуча была покинута жителями в 1860—1864 годах, в результате эмиграции крымских татар, особенно массовой после Крымской войны 1853—1856 годов, в Турцию и заселена немцами колонистами под названием Аннефельд, при этом в «Списке населённых мест Таврической губернии по сведениям 1864 года» Сырке-Чуча в любом варианте написания не астречается. По обследованиям профессора А. Н. Козловского начала 1860-х годов, в селении вода в колодцах глубиной 3—5 саженей (6—10 м) была частью пресная, а чаще солёная. На 1867 год в колонии действовало начальное училище с обучением на немецком языке. На трёхверстовой карте Шуберта 1865—1876 года деревня Сырке Чуча обозначена с 16 дворами. В энциклопедическом словаре Немцы России Аннефельд (Межевое) отнесено к Эльгеры-Чуче, но это ошибка, поскольку территориально Межевое находится на месте Сыртки-Чучи. Согласно тому же словарю, в 1863 году в деревне была основана первая в Крыму меннонитская колония (на собственной земле). Основатели в 1874—1875 годах выехали в Америку, а земля, 2198 десятин, была куплена бердянскими колонистами, меннонитами и евангелистами. В «Памятной книге Таврической губернии 1889 года», по результатам Х ревизии 1887 года, в деревне Анненфельд числилось 23 двора и 128 жителей.
После земской реформы 1890 года деревню отнесли к Ак-Шеихской волости. По «…Памятной книжке Таврической губернии на 1892 год» в деревне, составлявшей Чучинское сельское общество, числилось 96 жителей в 12 домохозяйствах, но определить — какая из деревень — Сыртке или Ильгери имелась в виду, не представляется возможным То же относится к сведениям за 1900 год, когда по «…Памятной книжке Таврической губернии на 1900 год» в деревне Чучи числилось 169 жителей в 23 дворах, в 1911—250. По Статистическому справочнику Таврической губернии. Ч.II-я. Статистический очерк, выпуск пятый Перекопский уезд, 1915 год, в деревне Чуча Ак-Шеихской волости Перекопского уезда числилось 18 дворов (все дворы с землёй) с немецким населением в количестве 171 человек приписных жителей и 140 — «посторонних», из которых 185 мужчин и 126 женщин. Жители владели 2085 десятинами удобной земли. В хозяйствах имелось 322 лошади, 137 волов, 91 корова и 120 голов мелкого скота.
После установления в Крыму Советской власти, по постановлению Крымревкома от 8 января 1921 года № 206 «Об изменении административных границ» была упразднена волостная система и в составе Джанкойского уезда был создан Джанкойский район. В 1922 году уезды преобразовали в округа. 11 октября 1923 года, согласно постановлению ВЦИК, в административное деление Крымской АССР были внесены изменения, в результате которых округа были ликвидированы, основной административной единицей стал Джанкойский район и село включили в его состав. Согласно Списку населённых пунктов Крымской АССР по Всесоюзной переписи 17 декабря 1926 года, в селе Чуча, Ак-Шеихского сельсовета Джанкойского района, числилось 45 дворов, все крестьянские, население составляло 229 человек, из них 212 немцев, 10 русских, 6 украинцев, действовала немецкая школа.
Постановлением Президиума КрымЦИКа «Об образовании новой административной территориальной сети Крымской АССР» от 26 января 1935 года был образован Колайский район (переименованный указом ВС РСФСР № 621/6 от 14 декабря 1944 года в Азовский) и село включили в его состав. По данным всесоюзной переписи населения 1939 года в селе проживало 165 человек. Вскоре после начала Великой Отечественной войны, 18 августа 1941 года крымские немцы были выселены, сначала в Ставропольский край, а затем в Сибирь и северный Казахстан.
После освобождения Крыма от фашистов в апреле, 12 августа 1944 года было принято постановление № ГОКО-6372с «О переселении колхозников в районы Крыма» и в сентябре 1944 года в Азовский район Крыма приехали первые новоселы (162 семьи) из Житомирской области, а в начале 1950-х годов последовала вторая волна переселенцев из различных областей Украины. На 1944 год село входило в колхоз имени Розы Люксембург (с 1951 года — «Завет Ильича»). С 25 июня 1946 года Чуча немецкая в составе Крымской области РСФСР. Указом Президиума Верховного Совета РСФСР от 18 мая 1948 года, Чучу немецкую переименовали в Межевое. 26 апреля 1954 года Крымская область была передана из состава РСФСР в состав УССР. На 15 июня 1960 года Межевое ещё в составе Новосельцевского сельсовета. Указом Президиума Верховного Совета УССР «Об укрупнении сельских районов Крымской области», от 30 декабря 1962 года Азовский район был упразднён и село присоединили к Джанкойскому. 1 января 1965 года, указом Президиума ВС УССР «О внесении изменений в административное районирование УССР — по Крымской области», включили в состав Нижнегорского. На 1968 год Межевое входило в состав Михайловского, а на 1977 год уже в Зоркинский. По данным переписи 1989 года в селе проживало 98 человек. С 12 февраля 1991 года село в восстановленной Крымской АССР, 26 февраля 1992 года переименованной в Автономную Республику Крым. С 21 марта 2014 года в составе Крыма аннексировано Россией.